# Macieira (Sernancelhe)
Macieira ist eine Gemeinde (Freguesia) im portugiesischen Kreis (Concelho) von Sernancelhe. In ihr leben 126 Einwohner (Stand 30. Juni 2011).

## Geschichte
Spuren deuten auf eine Besiedlung bereits durch die Römer. Der heutige Ort entstand vermutlich im Zuge der Wiederbesiedlungen nach der Reconquista. Es war eine Gemeinde des Kreises Fonte Arcada. Seit dessen Auflösung 1855 ist Macieira eine Gemeinde des Kreises Sernancelhe.

## Sehenswürdigkeiten
Zu den Baudenkmälern der Gemeinde zählen historische Brunnen, Taubenschläge, Schulgebäude, verschiedene Sakralbauten, und das barocke, im 18. Jahrhundert errichtete Herrenhaus Solar em Macieira mit seiner Kapelle Capela de São Domingos.